# Ophiologimus
Ophiologimus is een geslacht van slangsterren uit de familie Ophiomyxidae.

## Soorten
- Ophiologimus aiodipius Thuy, 2013 †
- Ophiologimus farquhari (McKnight, 2003)
- Ophiologimus hexactis H.L. Clark, 1911
- Ophiologimus martynovi Thuy, 2013 †
- Ophiologimus prolifer (Studer, 1882)
- Ophiologimus quadrispinus H.L. Clark, 1925
- Ophiologimus rugosus (Kutscher & Jagt, 2000) †
- Ophiologimus secundus Koehler, 1914